# Logóteta das águas
O logóteta das águas (em grego: λογοθέτης τῶν ὑδάτων; romaniz.: logothetes ton hydaton) foi um título administrativo bizantino citado somente uma vez numa obra do século XI, que afirma que seu titular, Basílio Maleses, foi capturado durante a batalha de Manzicerta de 1071. As funções do logóteta das águas são desconhecidas, porém sugere-se que possa ser associado com o conde das águas (komes hydaton), um oficial encarregado pelos aquedutos citado no Cletorológio de Filoteu, ou então com o paratalassita.